# 五里牌戰鬥
五里牌戰鬥發生於1926年8月22日－23日，地點則是在中國湘北一帶，是國民革命軍北伐戰爭的戰鬥之一。五里牌戰鬥的交戰雙方，一方為國民革命軍，另一方為吳佩孚部隊。

## 參看
- 中華民國北洋政府時期內戰戰鬥列表